# Garcelles-Secqueville
Garcelles-Secqueville foi uma comuna francesa na região administrativa da Normandia, no departamento Calvados. Estendia-se por uma área de 5,67 km². Em 2010 a comuna tinha 770 habitantes (densidade: 135,8 hab./km²).
Em 1 de janeiro de 2019, passou a formar parte da nova comuna de Le Castelet.